# Rhinophylla alethina
Rhinophylla alethina là một loài động vật có vú trong họ Dơi mũi lá, bộ Dơi. Loài này được Handley mô tả năm 1966.